# Гринько Григорій Федорович
Григо́рій Фе́дорович Гринько́ (18 (30) листопада 1890 або 30 листопада 1890 , Штепівка, Харківська губернія  — 15 березня 1938 , Розстрільний полігон «Комунарка» ) — український радянський діяч, економіст, голова Держплану УСРР, міністр фінансів СРСР. Жертва сталінського терору. Кандидат у члени ЦК КП(б)У в 1924—1925 роках. Член ЦК КП(б)У в 1925—1927 роках. Кандидат у члени ЦК ВКП(б) у 1934—1937 роках.

## Біографія
Народився 18 (30) листопада 1890 року в родині службовця в селі Штепівка Лебединського повіту Харківської губернії. У 1900 році закінчив Лебединську початкову школу, а у 1909 році — 2-у Харківську гімназію.
Навчався на історико-філологічному факультеті Московського (1909—1912) та Харківського університетів (1912—1913), але жоден з них не закінчив, 1913 року був виключений з університету за участь у студентських заворушеннях.
З жовтня 1913 по серпень 1914 року — рядовий Катеринославського гренадерського полку в Москві, а з серпня по грудень 1914 року — на Південно-Західному фронті. З грудня 1914 по листопад 1917 року — молодший офіцер Катеринославського гренадерського полку російської імператорської армії на Західному фронті. Учасник першої світової війни.
Член УПСР із 1917 року, належав до її лівого крила.
З грудня 1917 по січень 1919 року — учитель Харківської єврейської суспільної гімназії.
У січні — липні 1919 року — заступник завідувача комітету народної освіти в місті Харкові.
З 1919 року член Української комуністичної партії (боротьбистів). Пізніше, як представник ЦК боротьбистів, входив до вищих органів УСРР — Всеукраїнського Центрального Виконавчого Комітету (ВУЦВК), Всеукраїнського ревкому.
З липня по вересень 1919 року — член колегії Народного комісаріату освіти УСРР.
Член РКП(б) з серпня 1919 року (за іншими даними, з 1920 року).
У вересні — грудні 1919 року — член Московського бюро Української комуністичної партії (боротьбистів). У грудні 1919 — лютому 1920 року — член Всеукраїнського революційного комітету в Серпухові, Курську та Харкові.
Очолював з 16 лютого 1920 року по 20 вересня 1922 року Народний комісаріат освіти УСРР.
Діяльність Гринька на чолі Наркомату освіти УСРР виявилася реформаторською. Він відхилив організаційну схему і концепцію системи освіти, яка діяла в Росії, запропонувавши семирічну загальноосвітню школу, а після неї професійно-технічну. 25 березня 1920 р. перша Всеукраїнська нарада з питань народної освіти ухвалила модель освіти, яку висунув та обґрунтував Гринько. Його запрошували до Москви для „виховної роботи", але нарком освіти відхиляв звинувачення у сепаратизмі і не поступився власними переконаннями. На одному з перших засідань Раднаркому УСРР 24 лютого 1920 р. Гринько запропонував вшанувати пам'ять Тараса Шевченка, проголосивши 11 березня „робітничим святом" та виділивши 1 млн крб. Йому доводилося особисто розробляти кошторис для утримання губернських відділів освіти, писати інструкції для місцевої номенклатури з питань фінансування їхньої роботи, а також вишукувати кошти для утримування вищих навчальних закладів. Так, 15 березня 1920 р. він просив Наркомфін виділити 50 млн крб на потреби Катеринославського відділу народної освіти, 21 млн крб для Харківщини, 30 млн крб для Кременчуга. Листування з Наркоматом освіти РСФРР, крім виявлення номенклатурної субординації, підкреслювало стиль роботи самого Гринька. Спостерігається вимогливість до себе і підлеглих. 9 жовтня 1920 р. Григорій Федорович просив О.Ю. Шмідта, котрий очолював Головпрофосвіту РСФРР, влаштувати „партию горняков ускоренников" в Московський гірничий інститут. Записки, телеграми з термінових питань були лаконічними: "Виїзджайте Харків з доповіддю. Питання вирішим тут". А 13 липня 1920 р. в одному з листів до Наркомосу РСФРР вимагав від керівництва „виголосити догану" їхньому чиновнику, який не виконав "покладених на нього завдань". Гринько пропонував перенести дату проведення наради з питань освіти. Так, 30 листопада 1920 р. він інформував керівництво російського Наркомосу про зміщення для початку н роботи: "Пропоную нашу нараду перенести на сімнадцяте грудня, аби можна було поєднати зі з'їздом Рад".
Суперечливі висловлювання наркома освіти УСРР стосовно перспектив розвитку української культури, його бажання догодити російським більшовикам, яких будучи ще боротьбистом не сприймав, обстоювання власних поглядів в царині освіти, свідчили про складну політичну ситуацію в Україні 1920 р., яка перебувала у стадії завершення громадянської війни. Гринько захищав адміністративно-територіальну та функціональну окремішність України, здійснюючи „самочинно" реформу освіти, але в контексті комуністичного виховання, тобто більшовицькій моделі суспільства.
З грудня 1922 по серпень 1923 року — голова Державної планової комісії УСРР. У 1923 році за редакцією Гринька виходив журнал «Червоний шлях». 
З 14 серпня 1923 до липня 1925 року був головою Київського губернського виконкому, водночас — головою Київської міської ради. Під час його правління відбулася адміністративно-територіальна реформа, і на частині колишньої Київської губернії створили Київську округу.
З липня 1925 по грудень 1926 року — голова Державної планової комісії УСРР та заступник голови Ради народних комісарів УСРР. 
З грудня 1926 по грудень 1929 року — заступник голови Державної планової комісії СРСР у Москві.
З 16 грудня 1929 по жовтень 1930 року — заступник народного комісара землеробства СРСР.

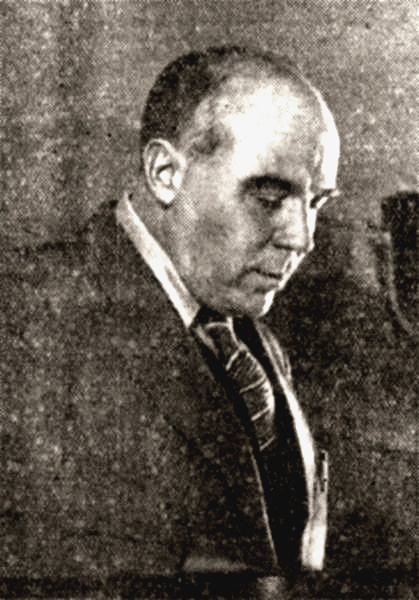
Нарком фінансів СРСР Григорій Гринько на 2-й сесії ЦВК СРСР у Москві, 16 січня 1936 року

18 жовтня 1930 – 13 серпня 1937 року — народний комісар фінансів СРСР.
Протягом 1936-1937 рр. Гринько активно працював, намагаючись заслужити довір'я Сталіна, Молотова та Кагановича, 11 лютого 1936 р. він інформував Сталіна і Молотова: "Я вимушений просити Вас внести поправку до ухваленої сьогодні постанови політбюро про зарплату касирам, бухгалтерам та іншим фінпрацівникам". Посада зобов'язувала бути надзвичайно пунктуальним, позаяк йшлося про фінанси. Наприклад, у листі до Молотова від 11 травня 1936 р. Гринько просив уважно вивчити платіжний баланс на потребу Ліги націй від СРСР, розроблений Розенгольцем та Крестинським і схвалений головою уряду. Наприкінці травня 1936 р. Гринько телеграфував Cталіну і Молотову про те, що Наркомат фінансів має серйозні труднощі з виконанням бюджету, бо дефіцит становив 446 млн крб, а політбюро вимагало його "бездефіцитності". Щоб наповнити доходну частину бюджету, Гринько запропонував А.І. Микояну виконати план реалізації хліба та цукру, додатково виробити на ринок 8 тонн ковбаси у липні, а також вдатися до емісії. Документи, які виходили за підписом Гринька або власноруч написані ним, свідчили про його професіоналізм фінансиста і "державного чиновника". Щоб досягнути бездефіцитності бюджету прагнув балансу доходної і витратної частини держбюджету. 9 січня 1937 р. доповідав Сталіну про перевиконання держбюджету, а також про внесення його доповіді "Бюджет і оборона СРСР" на сесію ЦВК СРСР. У липні 1937 р. Гринько підписував фінансові документи про матеріально-технічне забезпечення колгоспів Донецької області, які виявилися останнім в його кар'єрі на посаді наркомфіна СРСР. 22 липня 1937 р. В.М. Молотов написав розпорядження, яким фактично звільнив Гринька, а натомість призначив Чубаря, котрий 23 липня виконував функції спостерігача за роботою Наркомфіна. 25 серпня 1937 р. Чубар доповів Сталіну і Молотову про те, що попереднє керівництво привело роботу Наркомфіну до повного "розвалу". У грудні 1937 р. начальник штатного управління НКФ СРСР М. Гришин зазначав, що колишнє керівництво займалося лише підвищенням платні службовцям та працівникам культурно-освітніх установ, а "ворог народу" Гринько не хотів запроваджувати нові схеми Наркомфіну.
17 серпня 1937 року заарештований у справі так званого «антирадянського правотроцькистського блоку», 15 березня 1938 року розстріляний.
15 липня 1959 року реабілітований за відсутністю складу злочину.

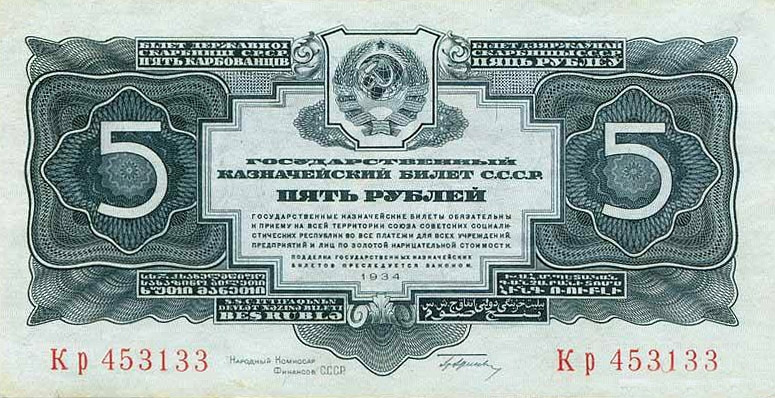
Купюра 5 карбованців Держбанку СРСР, 1934, до арешту Наркомфіна Г. Гринька
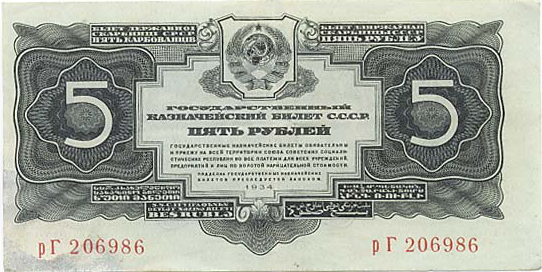
Купюра того ж номіналу випуску 1937 року
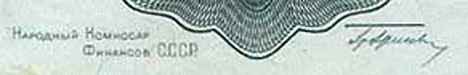
Підпис Гринька, що зник з купюр після його арешту